# Pristimantis hoogmoedi
La ranita de ojos rojos de Hoogmoed (Pristimantis hoogmoedi) es una especie de anfibios de la familia Craugastoridae.

## Distribución geográfica y hábitat
Es endémica de la península de Paria (Venezuela). Su rango altitudinal oscila entre 650 y 1200 m s. n. m..